# Władcy Hainaut

Władcy Hainaut – władcy Hrabstwa Hainaut

## Hrabiowie Hainaut (do 964)
Dynastia z Louvain
- do 898: Reginar I (usunięty)
- 898–908: Sigard
- 908–915: Reginar I
- 915 – po 932: Reginar II
- przed 940–958: Reginar III
- przed 958–964: Godfryd I

- 964–1049: podział na Bergen i Valenciennes

## Hrabiowie Bergen
- 964–973: Richar
- 973: Reginald
- 973–974: Reginar IV (usunięty)
- 974–998: Godfryd II
- 998–1013: Reginar IV
- 1013–1039: Reginar V
- 1039–1051: Hermann z Hainaut (przyłączył Valenciennes w 1045/1049)

## Hrabiowie i margrabiowie Valenciennes
- 964–973: Amalryk
- 973: Warin
- 973–974: Reginar IV
- 974–1006: Arnulf
- 1006–1035: Baldwin I
- 1035–1045: Baldwin II

## Hrabiowie Hainaut
Dynastia flandryjska
- 1051–1070: Baldwin I
- 1070–1071: Arnulf I
- 1071–1098: Baldwin II
- 1098–1120: Baldwin III
- 1120–1171: Baldwin IV z Mons
- 1171–1195: Baldwin V
- 1195–1205: Baldwin VI
- 1205–1244: Joanna Flandryjska
- 1244–1280: Małgorzata I Flandryjska

Dynastia z Avesnes
- 1280–1304: Jan I
- 1304–1337: Wilhelm I Dobry
- 1337–1345: Wilhelm II
- 1345–1356: Małgorzata II

Wittelsbachowie
- 1356–1388: Wilhelm III
- 1388–1404: Albrecht I
- 1404–1417: Wilhelm IV
- 1417–1432: Jakobina (usunięta)
- 1418–1425: Jan II (konkurent)

W 1432 Jakobina zostaje usunięta przez swego kuzyna Filipa Burgundzkiego, który włącza Hainaut do zjednoczonych Niderlandów, rządzonych najpierw przez Burgundczyków, później przez Habsburgów.
Dynastia burgundzka (linia boczna Walezjuszów)
- 1432–1467: Filip I Dobry
- 1467–1477: Karol I Zuchwały
- 1477–1482: Maria I

Habsburgowie
- 1482–1506: Filip II Piękny
- 1506–1556: Karol II
- 1556–1598: Filip III
- 1598–1621: Izabela Klara Eugenia i Albrecht II
- 1621–1665: Filip IV
- 1665–1700: Karol III

Burbonowie
- 1700–1713: Filip V

Habsburgowie austriaccy
- 1713–1740: Karol IV
- 1740–1780: Maria II
- 1780–1790: Józef I
- 1790–1792: Leopold I
- 1792–1795: Franciszek I

W 1795 Hainaut zostało włączone do Francji.